# Pieve del Grappa
Pieve del Grappa är en ort och kommun i provinsen Treviso i regionen Veneto i Italien. Kommunen hade 6 679 invånare (2022).
Kommunen bildades den 30 januari 2019 genom en sammanslagning av de tidigare kommunerna  Crespano del Grappa och Paderno del Grappa.